# Komsomol'skij (Komi)
Komsomol'skij (in russo Комсомольский?) è una località abitata della Russia, situata nella Repubblica dei Komi. Ha lo status di insediamento di tipo urbano (che le venne concesso nel 1949) ed è compresa nel distretto urbano della città di Vorkuta.